# 23e régiment d'aviation de chasse de la Garde
Pour les articles homonymes, voir 23e régiment.
Le 23e régiment d'aviation de chasse de la Garde (en russe : 23-й гвардейский истребительный авиационный полк), de son nom complet le 23e régiment d'aviation de chasse de la Garde « Tallinnskaïa » (en russe : 23-й гвардейский истребительный авиационный Таллинский полк, abrégé en russe : 23 иап) est un régiment aérien des forces aérospatiales russes (n° d'unité 77984).
Le régiment fait partie de la 303e division d'aviation mixte de la 11e armée aérienne  du district militaire est, basé à l'aéroport de Dzomgi (en) vers Komsomolsk-sur-l'Amour (kraï de Khabarovsk).

## Historique
Le régiment est formé en 2000 sous le nom de 23e régiment d'aviation de chasse par la fusion du 60e régiment d'aviation de chasse et du 404e régiment d'aviation de chasse « Tallinn » de l'ordre de Koutouzov.
En décembre 2009, le 23e régiment d'aviation de chasse est réorganisé lors des réformes de l'armée de l'air russe, devenant la 6987e base aérienne. Le régiment est recréé et reçoit le 29 janvier 2018 le titre honorifique de « Tallinn » (du nom de l'offensive de 1944), perpétuant les traditions du 404e régiment. Début août 2018, une unité du régiment est stationné à la base aérienne de Iasny (Itouroup) dans les îles Kouriles. Le régiment fait aujourd'hui partie de la 303e division d'aviation mixte de la 11e armée de l'air et des forces de défense aérienne, basée à l'aéroport de Dzomgi (en). 
Le régiment participe à la guerre aérienne lors de l'invasion russe de l'Ukraine en 2022. Plusieurs Soukhoï Su-35 du régiment sont déployés depuis la base aérienne de Baranavitchy entre février et avril 2022. Ils effectuèrent des sorties lors de l'invasion avant de se retirer en Russie lors de la retraite de Kiev.
Le major Viktor Anatolievitch Doudine reçoit la médaille de héros de la fédération de Russie le 4 mars pour avoir abattu un Su-27 ukrainien lors de l'invasion, devenant ainsi le premier pilote à recevoir cet honneur militaire pendant la guerre. Le commandant adjoint du régiment, le lieutenant-colonel Ilia Andreïevitch Sizov, reçoit également cette distinction le 21 juillet, crédité par les médias d'État de la destruction de onze avions ukrainiens et de l'échec d'une tentative de reprise de l'île des Serpents. Pour « l'héroïsme et le courage au combat », le régiment reçoit le titre honorifique « de la Garde » le 17 novembre 2022 pour ses performances lors de l'invasion russe de l'Ukraine. Ce mois-là, Sizov annonce que les pilotes de l'unité suivront une formation théorique sur le Soukhoï Su-57 au 4e Centre de déploiement et de reconversion des personnels navigants de l'Armée de l'Air, car le régiment doit devenir la première unité opérationnelle à recevoir ce type d'avion de chasse en 2023-2024.